# Andremeyerita
L'andremeyerita és un mineral de la classe dels silicats. Rep el seu nom en honor d'André Marie Meyer (1890-1965), geòleg belga del Servei Geològic del Congo Belga, la primera persona que va recollir el mineral.

## Característiques
L'andremeyerita és un silicat de fórmula química BaFe2+
2(Si₂O₇). Va ser aprovada com a espècie vàlida per l'Associació Mineralògica Internacional l'any 1972. Cristal·litza en el sistema monoclínic. La seva duresa a l'escala de Mohs és 5,5.
Segons la classificació de Nickel-Strunz, l' pertany a «09.BB - Estructures de sorosilicats, grups Si₂O₇, sense anions no tetraèdrics; cations en coordinació tetraèdrica [4] i major coordinació» juntament amb els següents minerals: åkermanita, cebollita, gehlenita, gugiaïta, hardystonita, jeffreyita, okayamalita, alumoåkermanita, barylita i clinobarylita.

## Formació i jaciments
Es troba en vesícules de mel·lilita-leucita-nefelina; pot representar la cristal·lització d'un vidre verd associat. Sol trobar-se associada a altres minerals com: troilita, nefelina, minerals del grup de la mel·lilita, magnetita, leucita, kirschsteinita, vidre, apatita i minerals del subgrup dels clinopiroxens. Va ser descoberta l'any 1972 al mont Nyiragongo, a Goma (Kivu Nord, República Democràtica del Congo). També ha estat trobada a Waitschach, Hüttenberg (Caríntia, Àustria).